# Lluís Sitjar
Lluís Sitjar Castellà (Palma, 16 de agosto de 1900 – ibidem, 21 de diciembre de 1956) fue un dirigente deportivo y político español. Es conocido por haber sido presidente del R. C. D. Mallorca y dar nombre a su estadio, así como por haber sido miembro de la Falange Española y estar implicado en las ejecuciones de prisioneros políticos durante la guerra civil española.
Sitjar era de familia terrateniente, propietarios de la posesión de Es Monjos (Porreras) y también de la posesión de Alcoraia, en el municipio vecino de Montuiri), lo cual le permitió gozar de una posición económica holgada durante toda su vida, además de poder intervenir en diversos ámbitos de la vida social y política mallorquina especialmente en Palma (donde nació y residía) y Porreras (de donde era oriundo).
Su relevancia inicial la consiguió en el plano deportivo, especialmente a través del Real Club Deportivo Mallorca. Primeramente fue vocal de su junta directiva, entre 1924 y 1926, cuando el club era conocido por Real Sociedad Alfonso XIII FC. El 24 de junio de 1926 fue escogido presidente por unanimidad en sustitución de Antoni Moner Giral aunque su mandato apenas duró un año, pues fue sustituido el 19 de junio de 1927 y relegado nuevamente a vocal. El 10 de noviembre de 1930 Sitjar volvió a ocupar la presidencia del club. Durante este mandato, y coincidiendo con la proclamación de la Segunda República española, el club bermellón cambió su nombre por Club Deportivo Mallorca el 14 de abril de 1931. Un mes después fue sustituido en la presidencia por Antoni Parietti Coll.
Con el advenimiento de la Segunda República se incorporó al Partido Regionalista de Mallorca, interviniendo en la actividad política del momento. Así, entre 1933 y 1936 fue concejal del Ayuntamiento de Palma y mantuvo una importante presencia en Porreras, dado su origen familiar. El 4 de junio de 1933 sufrió un atentado en Porreras cuando salía de la misa dominical al ser tiroteado por Andreu Obrador, Nas de Xot, un botero de origen humilde, a causa de diferencias personales. A consecuencia de ello una bala le quedó alojada en el paladar, pero logró sobrevivir.

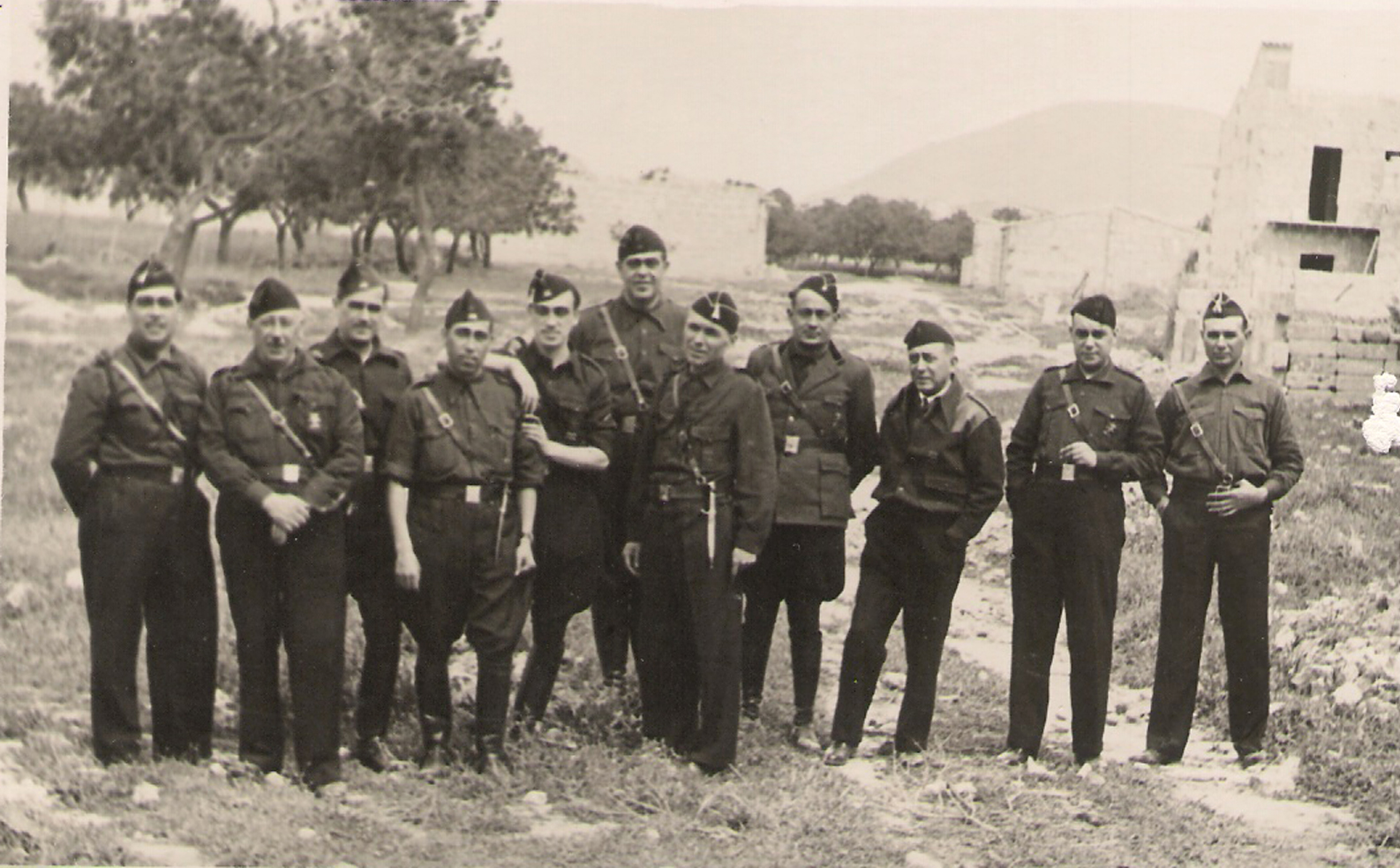
Lluís Sitjar (el más alto, sexto empezando por la izquierda) con el uniforme de Falange Española durante la Guerra Civil

Cuando triunfó el Golpe de Estado del 18 de julio de 1936, Sitjar se integró en la Falange Española. A partir de septiembre y octubre de 1936, con los nombramientos en Mallorca de Mateo Torres Bestard y Francisco Barrado Zorrilla como gobernador civil y Jefe de Seguridad de Falange respectivamente, se intensificó la represión contra sindicalistas y miembros de partidos de izquierdas, pero de una manera más rápida y más a escondidas respecto a como se había llevado a cabo durante los primeros meses de la guerra. Así, de forma regular, grupos de presos eren oficialmente liberados de las prisiones de Palma; pero en realidad escuadrones de falangistas los sacaban para ser fusilados. Uno de los principales lugares de ejecución era Porreras, donde los reos eran ejecutados en los muros del Oratorio de la Santa Creu y después enterrados en fosas comunes del cementerio local. Dada la influencia de Sitjar en la población, tanto por su ascendiente político y económico como por su pertenencia a Falange, fue un personaje implicado en los hechos de sangre acontecidos.
Una vez acabada la Guerra Civil, Sitjar fue de nuevo edil de Palma entre 1940 y 1943. El 3 de julio de 1943 volvió a ocupar la presidencia del CD Mallorca, en un momento de zozobra institucional y deportiva del club bermellón. Durante su mandato, que se prolongó hasta 1946, el equipo logró el ascenso por primera vez a Segunda División en 1944 e impulsó la construcción de un nuevo terreno de juego: El Fortín, que fue inaugurado el 22 de septiembre de 1945. Esta fue una de sus últimas apariciones públicas, dado que padecía una polineuropatía que fue mermando gradualmente su salud. Al cesar en su cargo en 1946 no volvió a ocupar la presidencia pero siguió estando al corriente y participando activamente en la vida social del club, especialmente en momentos de crisis económica e institucional que pudieron suponer la desaparición de la entidad.

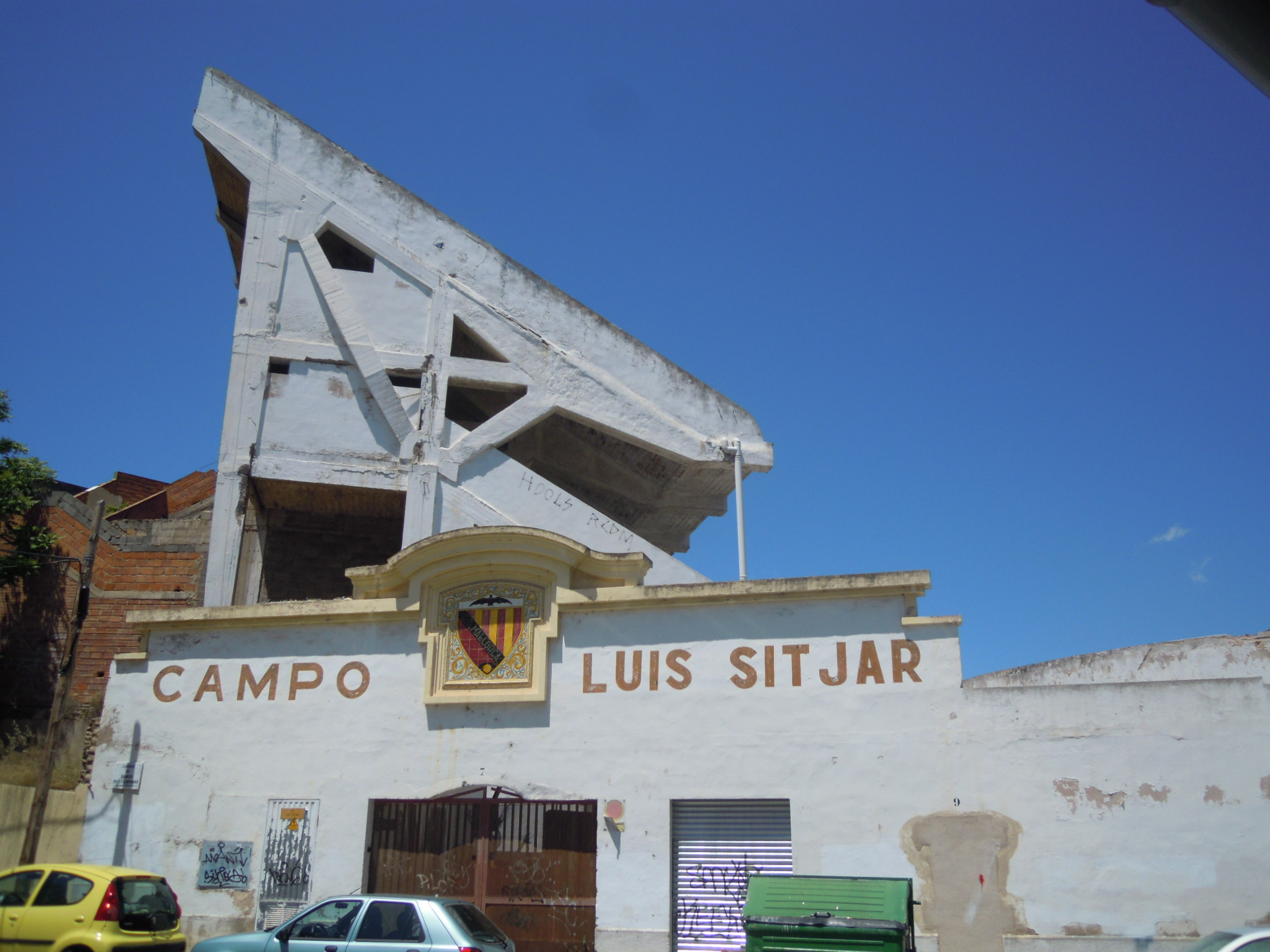
Entrada lateral del desaparecido Estadio Lluís Sitjar

El 11 de junio de 1955 el RCD Mallorca decidió rebautizar el estadio de El Fortín como Estadio Luís Sitjar en su honor. Murió poco después, el 21 de diciembre de 1956, después de haber pasado los últimos trece años de vida en silla de ruedas a causa de la polineuropatía que padecía.
Cincuenta años después de su muerte, el RCD Mallorca decidió poner su nombre a una grada de animación en el actual terreno de juego del club bermellón, el Estadio de Son Moix. La Grada Lluís Sitjar fue inaugurada el 6 de diciembre de 2015, en un partido contra el Albacete Balompié (2-0).